# Campionati mondiali di pentathlon moderno 1995
I campionati mondiali di pentathlon moderno 1995 si sono svolti a Basilea, in Svizzera, dove si sono disputate le gare maschili e femminili, individuali ed a squadre.

## Risultati

### Maschili
| Evento              | Oro                                                     | Argento                                                    | Bronzo                                                 |
| Individuale         | Dmitrij Svatkovskij                                     | Ákos Hanzély                                               | Cesare Toraldo                                         |
| A squadre           | Ungheria Péter Sárfalvi Ákos Hanzély Attila Kálnoki Kis | Italia Fabio Nebuloni Cesare Toraldo Alessandro Conforto   | Polonia Dariusz Mejsner Maciej Czyżowicz Igor Warabida |
| Staffetta a squadre | Polonia Maciej Czyżowicz Igor Warabida Dariusz Mejsner  | Svizzera Peter Steinmann Pascal Emmenegger Philipp Wäffler | Messico Iván Ortega Sergio Salazar Alberto Félix       |

### Femminili
| Evento              | Oro                                                 | Argento                                                 | Bronzo                                                |
| Individuale         | Kerstin Danielsson                                  | Zhanna Shubenok                                         | Dorota Idzi                                           |
| A squadre           | Polonia Iwona Kowalewska Dorota Idzi Anna Sulima    | Ungheria Eszter Hortobágyi Emese Köblö Csilla Füri      | Danimarca Pernille Svarre Nina Andersen Eva Fjellerup |
| Staffetta a squadre | Polonia Iwona Kowalewska Dorota Idzi Edyta Małoszyc | Italia Fabiana Fares Emanuela Gabella Barbara Boccolari | Danimarca Eva Fjellerup Pernille Svarre Nina Andersen |

## Medagliere
| Posizione | Paese       |   |   |   | Totale |
| --------- | ----------- | - | - | - | ------ |
| 1         | Polonia     | 3 | 0 | 2 | 5      |
| 2         | Ungheria    | 1 | 2 | 0 | 3      |
| 3         | Russia      | 1 | 0 | 0 | 1      |
| 3         | Svezia      | 1 | 0 | 0 | 1      |
| 5         | Italia      | 0 | 2 | 1 | 3      |
| 6         | Bielorussia | 0 | 1 | 0 | 1      |
| 6         | Svizzera    | 0 | 1 | 0 | 1      |
| 8         | Danimarca   | 0 | 0 | 2 | 2      |
| 9         | Messico     | 0 | 0 | 1 | 1      |
| Totale    | Totale      | 6 | 6 | 6 | 18     |